# Pakrac
Pakrac (IPA: ˈpakrats) è una città della Croazia nella regione di Požega e della Slavonia.

## Località
Il comune di Pakrac è suddiviso in 42 insediamenti (naselja):
- Badljevina
- Batinjani
- Bjelajci
- Branešci
- Brusnik
- Bučje
- Cicvare
- Cikote
- Dereza
- Donja Obrijež
- Donja Šumetlica
- Donji Grahovljani
- Dragović
- Glavica
- Gornja Obrijež
- Gornja Šumetlica
- Gornji Grahovljani
- Jakovci
- Kapetanovo Polje
- Koturić
- Kraguj
- Kričke
- Kusonje
- Lipovac
- Mali Banovac
- Mali Budići
- Novi Majur
- Omanovac
- Ožegovci
- Pakrac
- Ploštine
- Popovci
- Prekopakra
- Prgomelje
- Rogulje
- Srednji Grahovljani
- Stari Majur
- Španovica
- Tisovac
- Toranj
- Veliki Banovac
- Veliki Budići

Presso gli insediamenti di Kapetanovo Polje e di  Ploštine esiste una piccola comunità italiana (trentino-bellunese) risalente alla metà dell'Ottocento, al tempo formata per lo più da muratori e mattonai.
| %      | Ripartizione linguistica (gruppi principali) |
| ------ | -------------------------------------------- |
| 95,04% | madrelingua croata                           |
| 1,94%  | madrelingua italiana                         |
| 1,04%  | madrelingua serba                            |